# Stomiidae

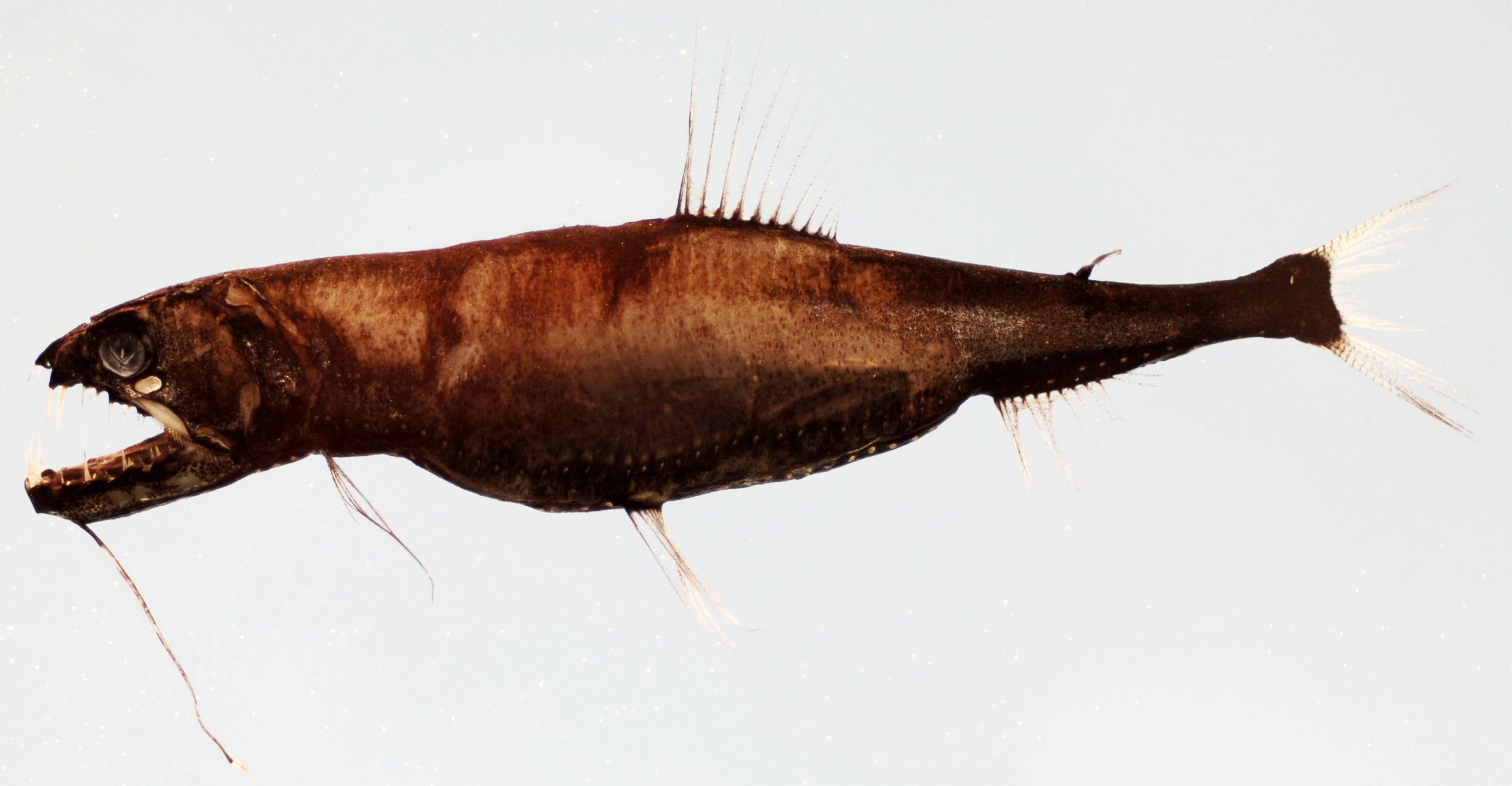
Astronesthes similus.

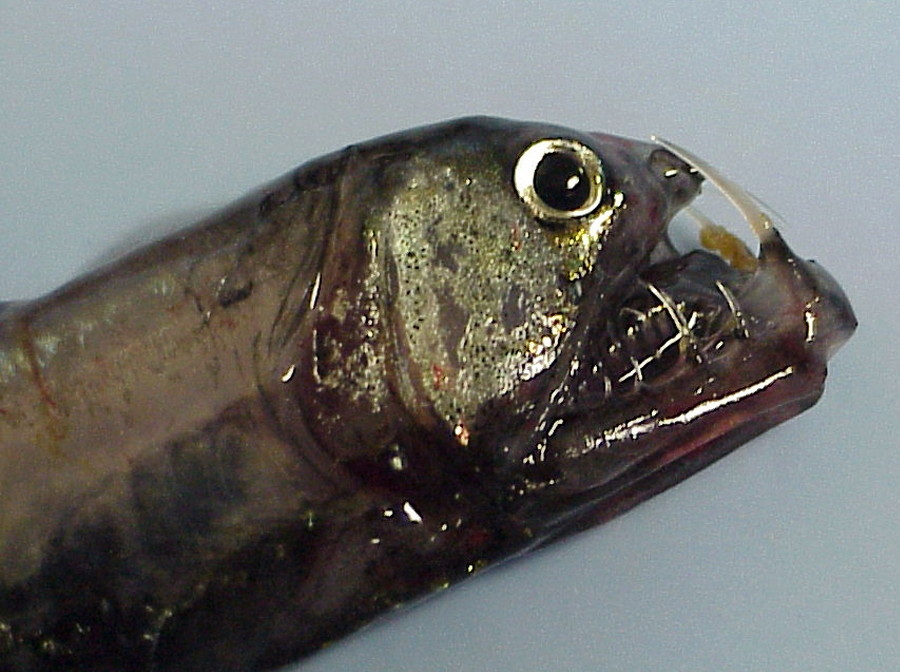
Cabeza de Chauliodus.

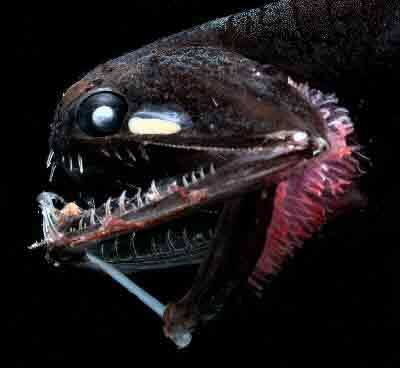
Cabeza de Photostomias.

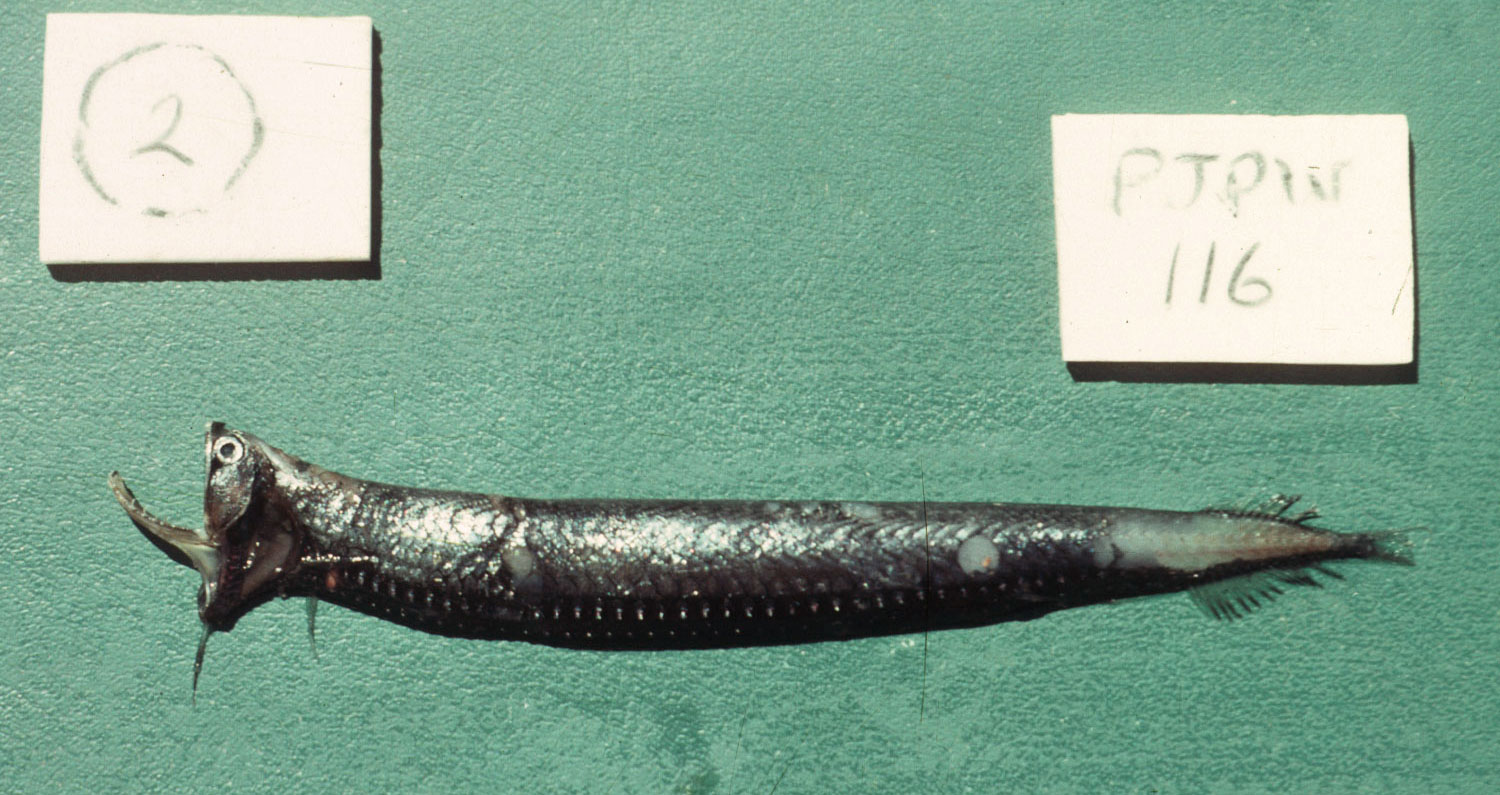
Stomias nebulosus.

Los peces-demonio o estómidos son la familia Stomiidae de peces marinos incluida en el orden stomiformes, distribuidos por las aguas abisales del océano Pacífico, Atlántico e Índico. Su nombre procede del griego: stoma (boca), por su característica enorme boca bajo la cabeza.

## Anatomía
Los adultos no tienen verdadero rastrillo en las branquias, tienen un solo hueso infraorbital y uno o ninguno supramaxilares; el cuerpo tiene fotóforos productores de luz; la mayoría tienen una larga barbilla asociado al aparato hioideo; algunas especies no poseen aletas pectorales; el color del cuerpo en la mayoría es muy oscuro.

## Subfamilias y géneros
Existen unas 299 especies agrupadas en los 26 géneros siguientes:
- Subfamilia Astronesthinae:
  - Astronesthes (Richardson, 1845), con 50 especies
  - Borostomias (Regan, 1908), con 6 especies
    - Borostomias abyssorum
    - Borostomias antarcticus
    - Borostomias elucens
    - Borostomias mononema
    - Borostomias pacificus
    - Borostomias panamensis

  - Eupogonesthes (Parin y Borodulina, 1993), con sólo 1 especie
  - Heterophotus (Regan y Trewavas, 1929), con sólo 1 especie
  - Neonesthes (Regan y Trewavas, 1929), con 2 especies
  - Rhadinesthes (Regan y Trewavas, 1929), con sólo 1 especie
- Subfamilia Chauliodontinae:
  - Chauliodus (Bloch y Schneider, 1801), con 9 especies
- Subfamilia Idiacanthinae:
  - Idiacanthus (Peters, 1877), con 3 especies
- Subfamilia Malacosteinae:
  - Aristostomias (Zugmayer, 1913), con 6 especies
  - Malacosteus (Ayres, 1848), con 2 especies
  - Photostomias (Collett, 1889), con 1 especie
- Subfamilia Melanostomiinae:
  - Bathophilus (Giglioli, 1882), con 16 especies
  - Chirostomias (Regan y Trewavas, 1930), con sólo 1 especie
  - Echiostoma (Lowe, 1843), con sólo 1 especie
  - Eustomias (Vaillant en Filhol, 1884), con 116 especies
  - Flagellostomias (Parr, 1927), con sólo 1 especie
  - Grammatostomias (Goode y Bean, 1896), con 3 especies
  - Leptostomias (Gilbert, 1905), con 12 especies
  - Melanostomias (Brauer, 1902), con 16 especies
  - Odontostomias (Norman, 1930), con 4 especies
  - Pachystomias, con sólo 1 especie
  - Photonectes (Günther, 1887), con 12 especies
  - Tactostoma (Bolin, 1939), con sólo 1 especie
  - Thysanactis (Regan y Trewavas, 1930), con sólo 1 especie
  - Trigonolampa (Regan y Trewavas, 1930), con sólo 1 especie
- Subfamilia Stomiinae:
  - Stomias (Cuvier, 1816), con 11 especies (género tipo)